# Leobersdorf
Leobersdorf  är en ort och kommun i Österrike. Den ligger i distriktet Baden i förbundslandet Niederösterreich, 33 km söder om huvudstaden Wien.